# Negha inflata
Negha inflata är en halssländeart som först beskrevs av Hagen 1861.  Negha inflata ingår i släktet Negha och familjen reliktsländor. Inga underarter finns listade i Catalogue of Life.